# الكرسي (قرية)
قرية الكرسي قرية سورية  من قرى الجولان تقع في «مصب وادي السمك» على الشاطئ الشرقي من طبريا على بعد 6 كم جنوب البطيحة. 

## تاريخ
يعود تاريخها إلى أزمنة قديمة، إبان المرحلة الرومانية والبيزنطية، وما زالت آثار سور قلعتها ماثلة، إضافة إلى آثار كنيسة تعود إلى العام 585 م.
اعتمد سكانها زراعة الحبوب والخضروات وصيد الأسماك.
وصل عدد سكانها إلى 4.40 نسمة قبل احتلالها.  في العام 1958 م وهاجر معظمهم بعد الاحتلال إلى دمشق وضواحيها. كما و قد أشرفت الحكومة السورية على بناء مساكن إسمنتية جديدة للسكان بعد ان دمرها الإسرائيليون في حرب 1967. وما زالت محتلة. 
يقال أن المسيح ألقى موعظة الجبل من فوق تل مجاور لها.
زارها البابا يوحنا بولس السادس عام 2000 م، وأقام فيها قداساً دينياً حضره آلاف الأشخاص من جميع أنحاء العالم.